# Papežská volba v roce 1073

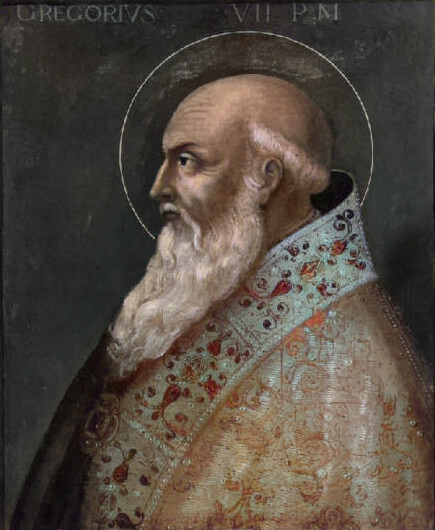
Nově zvolený papež Řehoř VII.

Volba papeže v roce 1073 se konala 22. dubna 1073 po smrti papeže Alexandra II. Novou hlavou katolické církve byl zvolen Hildebrand ze Sovany, který přijal papežské jméno Řehoř VII.

## Zúčastnění kardinálové
Papežská bula In nomine Domini, kterou sepsal papež Mikuláš II. v roce 1059, reformovala proces papežské volby a umožnila volit nového papeže pouze kardinálům-biskupům se souhlasem nižšího kléru. V dubnu 1073 byli čtyři, dostupné údaje uvádějí, že v době smrti Alexandra II. byli v Římě přítomni pouze dva:
- Giovanni (jmenován roku 1057) – kardinál-biskup z Porta
- Ubaldo (jmenován 1063) – kardinál-biskup ze Sabiny

Dva kardinálové-biskupové byli nepřítomni, jeden z nich byl na zahraniční legaci a druhý byl rovněž benediktinským opatem a nepobýval v Římě:
- Gerald z Regensburgu (jmenován 1072) – kardinál-biskup z Ostie, papežský legát ve Francii
- Petr Igneus (jmenován 1072) – kardinál-biskup z Albana, opat kláštera S. Salvatore ve Fucecchio

## Volba
Den po smrti Alexandra II., tedy 21. dubna 1073, se v Lateránské bazilice konal pohřeb a duchovenstvo i lid se údajně hlasitě ozvaly: „Ať je Hildebrand papežem!“ Později, téhož dne, byl Hildebrand odveden do kostela San Pietro in Vincoli a tam byl shromážděnými kardinály s patřičným souhlasem římského kléru za opakovaných aklamací lidu legálně zvolen papežem.
V té době se diskutovalo (a historikové o tom stále diskutují), zda toto mimořádné vzedmutí duchovenstva a lidu ve prospěch Hildebranda bylo zcela spontánní, nebo zda mohlo být výsledkem nějakých předem domluvených akcí. Způsob jeho volby byl jistě jeho odpůrci velmi kritizován. Z okolností jeho volby je zřejmé, že proběhla velmi nestandardním způsobem a že nebyly dodrženy formy předepsané zákonem bulou z roku 1059. Především byl ignorován požadavek papeže Mikuláše II., aby byla záležitost konzultována s císařem Svaté říše římské. Co však nakonec zvrátilo situaci ve prospěch platnosti Řehořovy volby, byl téměř všeobecný ohlas římského lidu. V tomto smyslu jeho volba odkazovala na první staletí římské církve, bez ohledu na pozdější kanonickou legislativu.
První Řehořovy pokusy v zahraniční politice směřovaly k usmíření s Normany Roberta Guiscarda; obě strany se však nakonec nesetkaly. Po neúspěšné výzvě ke křížové výpravě ke knížatům severní Evropy a po získání podpory dalších normanských knížat, jako byli Landulf VI. z Beneventa a Richard I. z Kapuy, se Řehořovi podařilo v roce 1074 Roberta exkomunikovat. V témže roce svolal Řehoř do Lateránského paláce koncil, který odsoudil svatokupectví a potvrdil celibát pro církevní duchovenstvo. Tyto dekrety byly pod hrozbou exkomunikace ještě zdůrazněny na koncilu následujícího roku (24. až 28. února). Na tomto druhém koncilu Řehoř zejména nařídil, že pouze papež může jmenovat nebo sesazovat biskupy nebo je přesouvat z jednoho stolce na druhý, což byl akt, který později vyvolal spor o investituru.